# Kwame Brown
Kwame Hasani Brown (* 10. März 1982 in Charleston, South Carolina) ist ein ehemaliger US-amerikanischer Basketballspieler, der von 2001 bis 2013 in der NBA aktiv war, zuletzt bei den Philadelphia 76ers. Er kam bei einer Größe von 2,11 Metern als Center zum Einsatz.
Brown wurde 2001 als Nummer 1 im NBA Draft direkt aus der High School vom Team der Washington Wizards ausgewählt, für die er von 2001 bis August 2005 aktiv war. Er konnte jedoch nie den großen Erwartungen entsprechen. Seine Auswahl gilt als eine der größten Fehlentscheidungen der Draftgeschichte.

## Karriere

### High School
Brown wurde in seinem Abschlussjahr an der Glynn Academy in Georgia zum High School Player of the Year gewählt und ins All-American-Nationalteam berufen. Er hält die Rekorde seiner Schule für die meisten Rebounds und geblockten Würfe und sammelte die zweitmeisten Punkte.

### NBA

#### Washington Wizards
Nachdem die Washington Wizards mit ihrem Nr. 1 Draft-Los überraschend Brown direkt aus der High School verpflichtet hatten, lastete ein enormer Erwartungsdruck auf dem jungen Spieler. Brown war der erste Spieler in der Geschichte der NBA, der direkt aus einer Highschool als Nr. 1 im Draft ausgewählt wurde, ohne je an einem College gespielt zu haben. Dies gelang danach noch zwei weiteren Spielern (LeBron James und Dwight Howard), bevor 2005 die Regeln geändert wurden, ab wann ein Spieler für die NBA spielberechtigt ist. Der ehemalige Basketball-Superstar Michael Jordan war damals Präsident der Washington Wizards und nach einem Comeback von 2001 bis 2003 sogar dessen Teamkollege. Er hatte dadurch großen Einfluss auf diese umstrittene Entscheidung und erhöhte so den öffentlichen Erwartungsdruck an Brown und das Team.
In Browns erstem Jahr in der NBA 2001–2002 spielte er meist auf der Position des Power Forward, blieb hinter den allgemeinen Erwartungen zurück und erzielte nur 4,5 Punkte und 3,5 Rebounds pro Spiel, was insbesondere von den Medien stark kritisiert wurde.
In seiner zweiten Saison konnte er sich auf immerhin 7,4 Punkte und 5,3 Rebounds pro Spiel steigern und stand in 20 Spielen in der Anfangsformation (als sogenannter Starter). In seinem dritten Jahr gelangen Brown nach einer weiteren leichten Verbesserung 10,9 Punkte und 7,4 Rebounds pro Spiel und er spielte in 57 Spielen als Starter. In einem Spiel gegen die Sacramento Kings erzielte er sogar seinen bisherigen Karriererekord von 30 Punkten und 12 Rebounds. Dennoch konnten sich die Wizards in diesen Jahren nie für die NBA-Playoffs qualifizieren.
Nachdem sein ursprünglicher Vertrag auszulaufen drohte, lehnte Brown eine frühzeitige Vertragsverlängerung um weitere 5 Jahre für ca. 30 Millionen Dollar mit den Wizards ab. In seiner vierten Saison 2004–2005 war er häufig verletzt, spielte dadurch nur in etwa der Hälfte aller Saisonspiele und erzielte nur noch 7,0 Punkte und 4,9 Rebounds pro Spiel. Außerdem geriet er zunehmend in Streitigkeiten mit Mitspielern (insbesondere dem neuen Star des Teams Gilbert Arenas) und seinem Trainer, wodurch er bei Presse und Fans immer unbeliebter wurde. In dieser Saison erreichten die Wizards endlich wieder die Playoffs, doch sie schieden in der zweiten Runde gegen die Miami Heat aus und Brown spielte nach einer vom Team verhängten Disziplinarstrafe nur wenig.

#### Los Angeles Lakers
Am 2. August 2005 wechselte Kwame Brown zusammen mit Laron Profit von Washington im Austausch für Caron Butler und Chucky Atkins an die Westküste zu den Los Angeles Lakers. Zu Beginn der neuen Saison zeigte er auch dort weiterhin eine eher schwache Leistung und erzielte nur etwa 6 Punkte und 6 Rebounds pro Spiel. Auch das erste Auswärtsspiel gegen sein ehemaliges Team verlor er und wurde dabei von den Fans erwartungsgemäß ausgebuht. Nachdem sich der eigentliche Center der LA Lakers Chris Mihm im März 2006 schwer verletzt hatte, wurde Brown zum neuen Anfangsspieler auf dieser Position und verbesserte seine Spielstatistik in der Folge deutlich. Los Angeles erreichte die Playoffs 2006, wo er in allen 7 Spielen in einer umkämpften Serie gegen die Phoenix Suns startete und dabei 90 Punkte sowie 46 Rebounds erzielte (die Lakers schieden dennoch aus).
In der Saison 2006–2007 spielte Brown wiederum auf der Center-Position in der Anfangsformation, fiel aber verletzungsbedingt für einige Spiele aus. Dennoch stabilisierte er seine Quote weiter auf über 8 Punkte und 6 Rebounds pro Spiel und erzielte den besten Schnitt an geblockten Würfen in seiner NBA-Karriere. Die Los Angeles Lakers erreichten abermals die Playoffs und trafen erneut in der ersten Runde auf die Phoenix Suns. Beim einzigen Sieg in dieser Spielserie erzielte Brown seine Saisonbestleistung von 19 Punkten, dennoch schieden die Lakers nach fünf Spielen mit 1 zu 4 gegen die diesmal deutlich überlegenen Suns aus.

#### Memphis Grizzlies
Am 1. Februar 2008 wurde er zusammen mit Javaris Crittenton und Aaron McKie für Pau Gasol zu den Grizzlies transferiert.

#### Detroit Pistons
Am 28. Juli 2008 wurde bekannt gegeben, dass die Detroit Pistons Brown einen Zweijahresvertrag über 8 Millionen US-Dollar gegeben hatten. Das zweite Jahr war eine Spieler-Option.

#### Charlotte Bobcats
Am 23. August 2010 einigte sich Brown mit den Charlotte Bobcats auf einen Einjahresvertrag. Sein Jahresgehalt betrug in dieser Spielzeit 1,3 Millionen US-Dollar.

#### Golden State Warriors
Nach dem Ende des NBA-Lockouts zu Beginn der Saison unterzeichnete Brown einen Vertrag bei den Golden State Warriors über ein Jahr.

#### Milwaukee Bucks
März 2012 wurde Brown zusammen mit Monta Ellis von den Warriors an die Milwaukee Bucks abgegeben.

#### Philadelphia 76ers
Nachdem sein Vertrag bei den Bucks ausgelaufen war, unterzeichnete Brown einen Vertrag über 2 Jahre bei den Philadelphia 76ers. Über die 2 Jahre beträgt sein Gehalt insgesamt 6 Millionen US-Dollar. Sein Vertrag wurde jedoch am 20. November 2013 von den Sixers aufgelöst.